# شهرستان فلورانس (ویسکانسین)
شهرستان فلورانس، ویسکانسین (به انگلیسی: Florence County, Wisconsin) یک سکونتگاه مسکونی در ایالات متحده آمریکا است که در ویسکانسین واقع شده‌است.

## خصوصیات
شهرستان فلورانس ۱٬۲۸۹٫۸۲ کیلومترمربع مساحت دارد.وآب و هوای مناسبی جهت انجام امور زراعی دارد.